# Gällareds församling
Gällareds församling var en församling  i Varbergs och Falkenbergs kontrakt i Göteborgs stift. Församlingen låg i Falkenbergs kommun i Hallands län och ingick i Falkenbergs pastorat. 1 januari 2023 uppgick församlingen i Gunnarps församling.

## Administrativ historik
Församlingen har medeltida ursprung.
Församlingen var till 1 maj 1919 moderförsamling i pastoratet Gällared och Gunnarp. Från 1 maj 1919 var den annexförsamling i pastoratet Gunnarp och Gällerstad som 1962 utökades med Krogsereds församling. Församlingen ingick från 2017 i Falkenbergs pastorat.  1 januari 2023 uppgick församlingen i Gunnarps församling. 

## Kyrkor
- Gällareds kyrka